# اریک اوون ماس
اریک اوون ماس (به انگلیسی: Eric Owen Moss) (زادهٔ ۱۹۴۳ در لس‌آنجلس) معمار اهل آمریکاست.

## تحصیلات
اریک اوون ماس مدرک کارشناسی خود را از دانشگاه کالیفرنیا، لس‌آنجلس در سال ۱۹۶۵ دریافت کرد. او اولین مدرک کارشناسی ارشد خود را از دانشکدهٔ طراحی محیطی دانشگاه کالیفرنیا، برکلی در سال ۱۹۶۸ و دومین آن را از دانشکدهٔ طراحی دانشگاه هاروارد در سال ۱۹۷۲ اخذ کرد. او از سال ۱۹۷۴ شروع به تدریس در مؤسسه آموزش معماری کالیفرنیای جنوبی کرد و نیز سابقهٔ تدریس در دانشگاه‌های ییل و هاروارد و دانشگاه هنرهای کاربردی وین را نیز دارد.

## نگارخانه

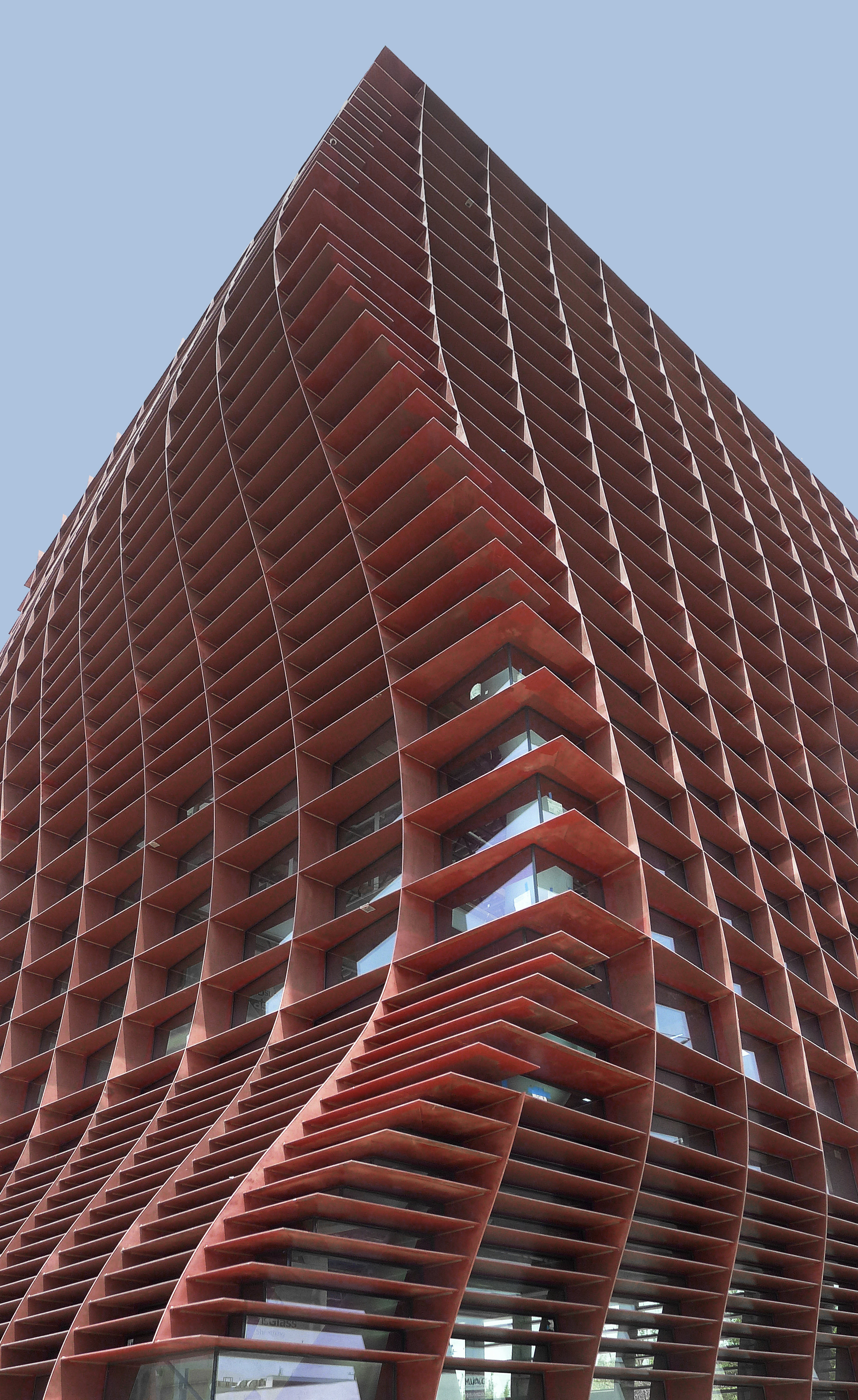
ساختمان وافل، کالورسیتی، کالیفرنیا
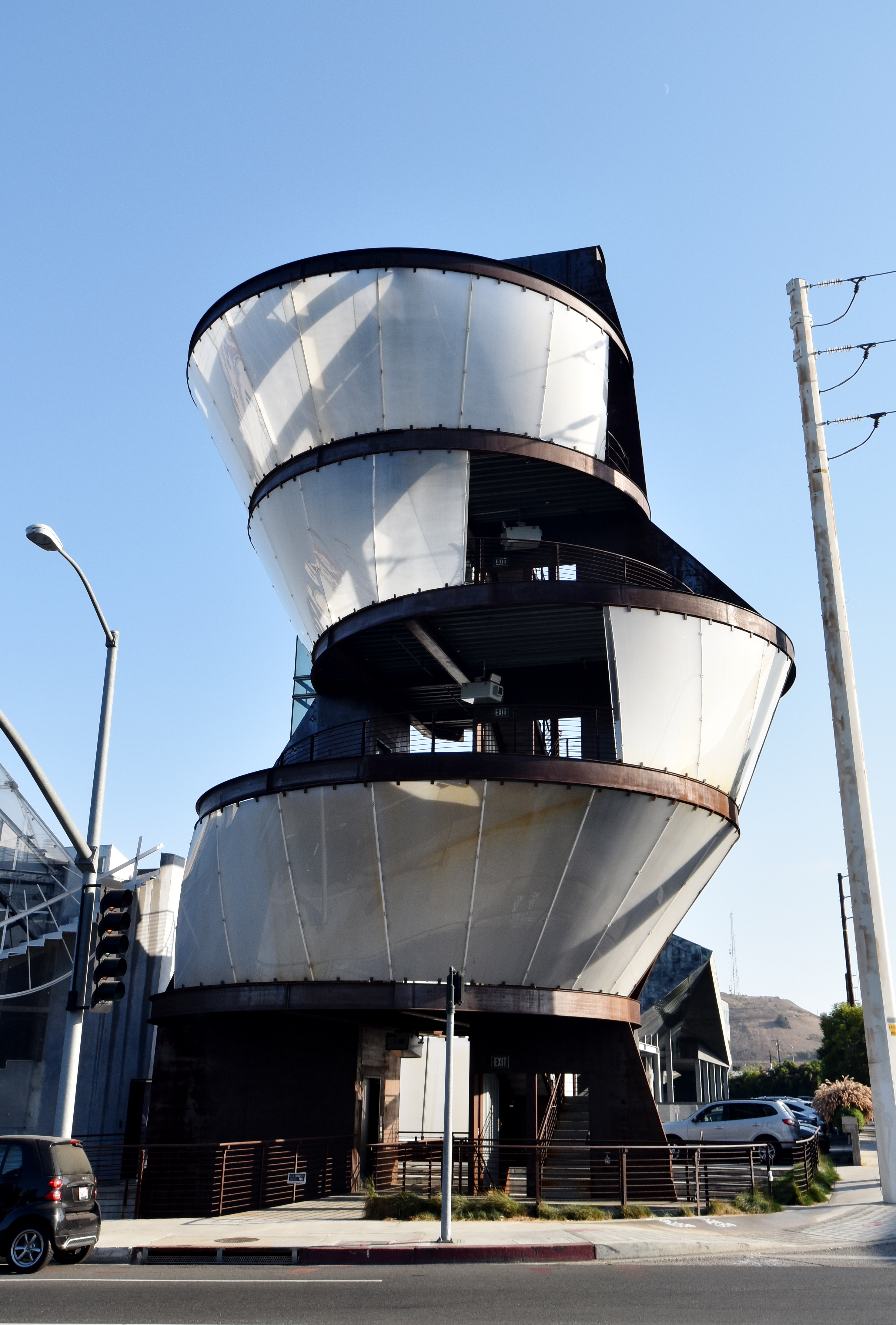
برج سامیتاور، کالورسیتی، کالیفرنیا